# 岩切響一
岩切 響一（いわきり きょういち、1992年〈平成4年〉7月14日 - ）は、日本の太鼓演奏家。太鼓グループ橘太鼓響座代表。宮崎県出身。

## 来歴
1992年、宮崎県出身。父の影響で2歳でバチを握り、小学校4年生から橘太鼓「響座」のメンバーとして活動を開始する。2016年に全国コンサートツアーを展開。和楽器、西洋楽器とのセッションや、GLAY、山下洋輔、西島数博などのアーティストとの競演も行いながら大手企業イベントの出演、旅行客専用のコンサートも行う。2019年6月、G20福岡財務大臣・中央銀行総裁会議の歓迎レセプションプログラムで杉田曠機の書道パフォーマンスで伴奏を務めた。
2021年、プロデューサーを務める芸術音楽団体Re:connectで、ミニアルバムをデジタルリリース。iTunes Store (日本)  “インストゥルメンタル トップアルバム” で2位を記録する。2021年と2023年には、日本太鼓ジュニアコンクール出場チームの作曲を手掛け内閣総理大臣賞を受賞する。2022年には、クリエイティブ集団SENRINELを結成。ビジュアルプロデュースやCM制作などのプロデューサーも務める。また、Re:connect音が咲かせる一輪の花や太鼓作品“月の雫満ちる場所”など、作品創作や演出家としての活動も行う。

## 受賞歴
- 第10回日本太鼓ジュニアコンクール優勝[8]
- 第12回日本太鼓ジュニアコンクール優勝（内閣総理大臣賞）[9]
- 第34回全国高等学校総合文化祭郷土芸能和太鼓部門優秀賞
- 『Re:connect』ミニアルバムをデジタルリリース。iTunesStore(日本)インストゥルメンタル トップアルバム 2位を記録。
- 第23回日本太鼓ジュニアコンクール内閣総理大臣賞受賞曲 作曲[10]
- 第25回日本太鼓ジュニアコンクール内閣総理大臣賞受賞曲 作曲[11]
- 第26回日本太鼓ジュニアコンクール総務大臣賞受賞曲 作曲[12]

## イベント
- 山本寛斎スーパーショー七人の侍出演
- TOSHI 祭り!BUZZ☆DRUM 30th Anniversary & Birthday Produced by GLAY 出演
- IBAF女子ワールドカップオープニング出演
- 岩切響一×瀧北榮山全国コンサートツアー(大阪・東京・静岡・福岡・福島・宮城・愛知・京都・[島根・宮崎)
- 岩切響一初単独コンサートメディキット県民文化センター
- ISA WORLD SURFING GAMES出演
- 羽生結弦プログラムコンサート出演東京国際フォーラムAホール
- Re:connect〜音が咲かせる一輪の花〜演出、出演。(宮崎・福岡・東京 2Days)
- RICOHJAPAN AWARDY出演
- 読売ロマンの旅貸切コンサート総合演出、出演
- 岩切響一作・演出・出演作品“月の雫満ちる場所”初演
- 岩切響一作・演出作品“夜、白く揺蕩う”初演
- 神話音楽劇 ドラマティック古事記10周年特別公演出演
- 奉納演奏（築地本願寺）
- 三股町中学校鑑賞教室事業 音楽公演（2018年、2019年）[13]
- 響座 和太鼓＆宮崎ひょっとこ協演ステージ（2025年3月16日）[5]
- 華麗なる響宴 ～Special Gala Concert～KOBE国際音楽祭(2025年9月6日予定）[14]

## 海外公演
出典
- ロシア公演（2003年）[16][17]
- 韓国公演（2007年）
- 香港公演（2005年）
- タイ王国公演（2006年）
- ボツワナ共和国公演（2010年）
- 南アフリカ公演（2010年）
- ポルトガル公演 2回（2010年）
- ブラジル公演（2016年）
- シンガポール公演 2回（2014年、）
- フランス公演